# 野村秀輝
野村 秀輝（のむら ひでき、1967年5月22日 - ）は、日本の実業家。株式会社ビューティガレージ代表取締役CEO兼COO。石川県金沢市出身、青山学院大学経済学部卒業。

## 経歴
1967年（昭和42年）石川県金沢市に生まれる。石川県立金沢桜丘高等学校、青山学院大学経済学部を卒業。
1990年（平成2年）広告代理店中央宣興株式会社に入社。企画営業職として勤務後、1995年2月「CHUO SENKO THAILAND」に出向、1997年5月「CHUO SENKO INDONESIA」に出向。同社のタイ、インドネシア拠点に合計5年半駐在。うち後半2年、現地法人社長として経営を担う。
2001年（平成13年）1月、日本に帰国後、外資系広告代理店 株式会社マッキャンエリクソンに入社、アカウントディレクターとして約2年間の勤務。
2002年（平成14年）11月、マーケティングプランナーとして独立・起業。
2003年（平成15年）1月、株式会社WASABI（現：株式会社BGナビ）設立、代表取締役に就任。4月24日、株式会社BEAUTY GARAGE（現：株式会社ビューティガレージ）を設立し、代表取締役に就任。「美容業界を変える」という企業理念のもと、理美容・エステ・ネイルなどの美容サロンを対象に、国内No.1のBtoB美容商材EC運営を特徴とする物販事業に加えて、店舗設計、ソリューション事業を展開。
2008年（平成20年）9月、アーク出版から出版された『壁を突破できる社長できない社長―起業家が必ずぶつかる3つの壁の乗り越え方』にて近藤太香巳ほか成功した社長13人の1人して共著。「情熱こそが全ての力の源」「私たちは正義の味方だと信じている」とベンチャー志向のビジネスマンに言葉を響かせた。
2013年（平成25年）2月、マザーズ上場。
2014年（平成26年）11月、株式会社アイラッシュガレージ 取締役に就任。
2016年（平成28年）7月、東証一部上場。
2017年（平成29年）7月、株式会社BGパートナーズ 取締役に就任。
現在、国内外にグループ企業14社を束ねている。

## 人物
- 好きな言葉は「日々改善進化」[5]
- 実家は珠算塾を経営。父母からのソロバンの猛特訓を受けた[1]。
- 中学では卓球部に、高校ではボクシング部に入部。高校1年の時に石川県の強化選手に選出。ライトフライ級で新人戦優勝[1]。

## 著書
- 『壁を突破できる社長できない社長―起業家が必ずぶつかる3つの壁の乗り越え方』（近藤太香巳ほか共著、アーク出版、2008年9月1日）　ISBN 978-4860590680

## 出演

### ラジオ
- 『櫻井英明のライフプラン研究所』（ラジオNIKKEI）[6]

### 雑誌
- 米国のビジネス誌『Entrepreneur』 - 「日本を代表するビューティー事業の第一人者」[7]
- 『週刊ダイヤモンド』（ダイヤモンド社）- 「美容業界の中古品販売で“殴り込み” 業界最大手の通信販売サイト」[8]
- 『経済界』（経済界）- 「野村秀輝 特集」[9]